# Hatay (district)
Hatay is een Turks district in de provincie Hatay en telt 415.310 inwoners (2007). Het district heeft een oppervlakte van 858,1 km². Hoofdplaats is Antiochië.
De bevolkingsontwikkeling van het district is weergegeven in onderstaande tabel.
| 1997    | 2000    | 2007    |
| ------- | ------- | ------- |
| 311.746 | 345.320 | 415.310 |